# Monni (sjö i Pieksämäki, Södra Savolax)
Monni är en sjö i kommunen Pieksämäki i landskapet Södra Savolax i Finland. Sjön ligger 99,2 meter över havet. Den är 2,7 meter djup. Arean är 1 kvadratkilometer och strandlinjen är 8,32 kilometer lång. Sjön  ingår i Vuoksens huvudavrinningsområde.   Den ligger omkring 46 kilometer norr om S:t Michel och omkring 250 kilometer nordöst om Helsingfors. 